# Strix butleri
Strix butleri là một loài chim trong họ Strigidae.